# روميو لافيا
روميو لافيا (مواليد 6 يناير 2004) هو لاعب كرة قدم بلجيكي يلعب في مركز خط الوسط في نادي تشيلسي.

## روابط خارجية
- روميو لافيا على موقع الاتحاد الأوربي (الإنجليزية)
- روميو لافيا على موقع الاتحاد البلجيكي (الإنجليزية)
- روميو لافيا على موقع قاعدة بيانات كرة القدم.إي يو (الإنجليزية)
- روميو لافيا على موقع ليكيب (الفرنسية)
- روميو لافيا على موقع ناشيونال فوتبول تيمز (الإنجليزية)
- روميو لافيا على موقع Soccerbase.com (لاعب) (الإنجليزية)
- روميو لافيا على موقع Soccerway.com (الإنجليزية)
- روميو لافيا على موقع عالم كرة القدم.نت (الإنجليزية)